# 아성교통관광
아성교통관광(亞成交通觀光)은 충청북도 괴산군과 증평군의 농어촌버스 업체이다. 충청북도 괴산군 괴산읍 괴강로 24(동부리)에 본사가 있으며 설립 초기에는 사명에 걸맞게 관광버스 사업도 했었다.

## 개요
1997년 부도처리된 구 원일교통의 괴산/증평군내버스 부문을 인수해 1999년 5월 27일 설립하였으며, 한때 관광(전세)버스 사업도 하였으나 현재는 농어촌버스 사업만 맡아서 하고 있다. 현재 35대의 차량을 보유하고 있다.

## 현재 보유 차량

#### 자일대우버스
- 자일대우 레스타
- 자일대우 NEW BS090

#### 현대자동차
- 현대 카운티 뉴 브리즈
- 현대 그린시티